# 中村靖富満
中村靖富満（なかむら やすふみ、1959年10月 - ）は、日本の実業家。株式会社やまだ屋の代表取締役。株式会社エフエムはつかいち専務取締役。一般社団法人宮島観光協会会長。公益財団法人ウッドワン美術館理事長。広島県菓子工業組合副理事長(西部支部長)。

## 来歴
広島県佐伯郡宮島町（現：廿日市市）出身、修道高校・広島大学卒。2000年やまだ屋の代表取締役に就任。2012年発刊の彼の母校・修道高校を分析・紹介した「男たちの修道」（井川樹著・南々社）には、「活躍するOBたち」の欄に「中村靖富満」の名が記されている。
やまだ屋は広島県廿日市市の宮島島内最大の菓子メーカーで、「もみじまんじゅう」と「桐葉菓（とうようか）」で有名。もみじまんじゅうのメーカーとしては第2位の売上高を記録している。やまだ屋の名の通り、山田家の二男として生を受け、母方の姓（中村）を名乗っている。長男がやまだ屋を継がなかったため、40歳でやまだ屋の代表取締役となり、新商品の開発（吟醸チョコもみじ、藻塩もみじ、葡萄もみじ3種など）や新ブランドの立ち上げ（RAKU山田屋）、もみじまんじゅうの手焼き体験開始、廿日市市大野に新工場（大野ファクトリー）を建てるなど、業容を伸ばして現在に至る。また宮島観光協会の会長としても観光客誘致に努めている。